# Tenuiphantes jacksoni
Tenuiphantes jacksoni là một loài nhện trong họ Linyphiidae.
Loài này thuộc chi Tenuiphantes. Tenuiphantes jacksoni được Ehrenfried Schenkel-Haas miêu tả năm 1925.